# Municipio 10 Grapevine
El municipio 10 Grapevine (en inglés: Township 10 Grapevine) es un municipio ubicado en el  condado de Madison en el estado estadounidense de Carolina del Norte. En el año 2010 tenía una población de 1.498 habitantes.

## Geografía
El municipio 10 Grapevine se encuentra ubicado en las coordenadas 35°51′41.75″N 82°36′24.19″O / 35.8615972, -82.6067194.